# Lago Oconee
Il Lago Oconee è un bacino artificiale situato in Georgia, Stati Uniti.

## Geografia
Il bacino ha una superficie di circa 77 km² (19.000 acri) ed è caratterizzato da coste frastagliate con un'estensione pari a circa 600 km (374 miglia). Il lago attinge principalmente dalle acque del fiume Oconee e in parte dal corso del fiume Apalachee, si estende attraverso tre distinte contee: Greene, Morgan e Putnam.

## Storia
Il lago fu creato a seguito della costruzione della diga Wallace sul fiume Oconee nei pressi della città di Eatonton ad opera della società energetica Georgia Power. I lavori di costruzione iniziarono nel 1971 e terminarono nel 1979 con la messa in funzione della prima turbina della centrale idroelettrica collegata alla diga.
Lungo il corso del fiume Oconee, subito a sud della diga Wallace, sorge un altro bacino artificiale denominato Lago Sinclair creato con modalità analoghe a metà degli anni 50 dalla stessa società.

## Fauna
Il lago è frequentato dagli appassionati di pesca sportiva poiché nelle sue acque vivono diverse specie di pesci tra cui: pomoxis, pesce gatto, persico trota, persico spigola e persico spigola (ibrido).
Nella zona del lago nidificano numerose specie di uccelli, in particolare è presente un'abbondante popolazione di haliaeetus leucocephalus, la celebre aquila calva simbolo degli Stati Uniti.